# Ali Maow Maalin
Ali Maow Maalin (Merca, 1954 – Merca, 22 luglio 2013) è stato un attivista somalo conosciuto per essere stato l'ultima persona al mondo a contrarre il vaiolo mediante infezione naturale.
Il virus che colpì Maow Maalin era la Variola minor, responsabile di una forma di vaiolo (detta anche alastrim) molto meno pericolosa di quella causata dal virus Variola major. All'uomo venne diagnosticata l'infezione nell'ottobre 1977 e, in breve tempo, guarì completamente. Nonostante Maow Maalin avesse avuto molti contatti durante il periodo di incubazione del vaiolo e nel periodo dei primi sintomi della malattia, nessun'altra persona venne contagiata e venne subito organizzata un'aggressiva campagna vaccinale per prevenire un'eventuale epidemia. L'ultimo caso di vaiolo al mondo causato dal ceppo Variola major, invece, riguardò una bambina bengalese di tre anni, Rahima Banu, che si ammalò nel 1975 e riuscì a guarire.
Due anni dopo il contagio di Maow Maalin, nel 1979, il vaiolo venne ufficialmente eradicato dal mondo secondo l'Organizzazione mondiale della sanità; si trattò della prima malattia ufficialmente debellata dal globo (la stessa sorte toccò alla peste bovina molti anni più tardi, nel 2011). Maalin divenne, anni dopo aver contratto il vaiolo, un'attivista per l'eradicazione globale della poliomielite (era, infatti, un operatore sanitario, oltre ad essere cuoco di un ospedale); durante una campagna di somministrazione di massa del vaccino antipolio in Somalia, nel 2013 (anno in cui ci fu un ritorno del poliovirus di tipo 1 in forma epidemica nel corno d'Africa), contrasse la malaria, la quale gli risultò fatale.

## Eradicazione del vaiolo in Africa
Il vaiolo era una malattia infettiva causata da due diversi virus appartenenti al genere tassonomico Variola: Variola minor e Variola maior. Il V. minor era il più raro tra i due ceppi virali e causava una malattia meno severa di quella del V. maior; tale forma vaiolosa è detta alastrim e presentava una letalità dell'1% circa. Non esistevano terapie specifiche per il vaiolo, ma era possibile immunizzarsi efficacemente mediante la vaccinazione. Il virus viene trasmesso mediante un contatto prolungato e ravvicinato con un paziente nella fase sintomatica dell'infezione. Il periodo di incubazione medio è di 12-14 giorni. Il vaiolo, una delle malattie più temute della storia, fino al 1967 causava ancora circa 2 milioni di morti l'anno nel mondo.

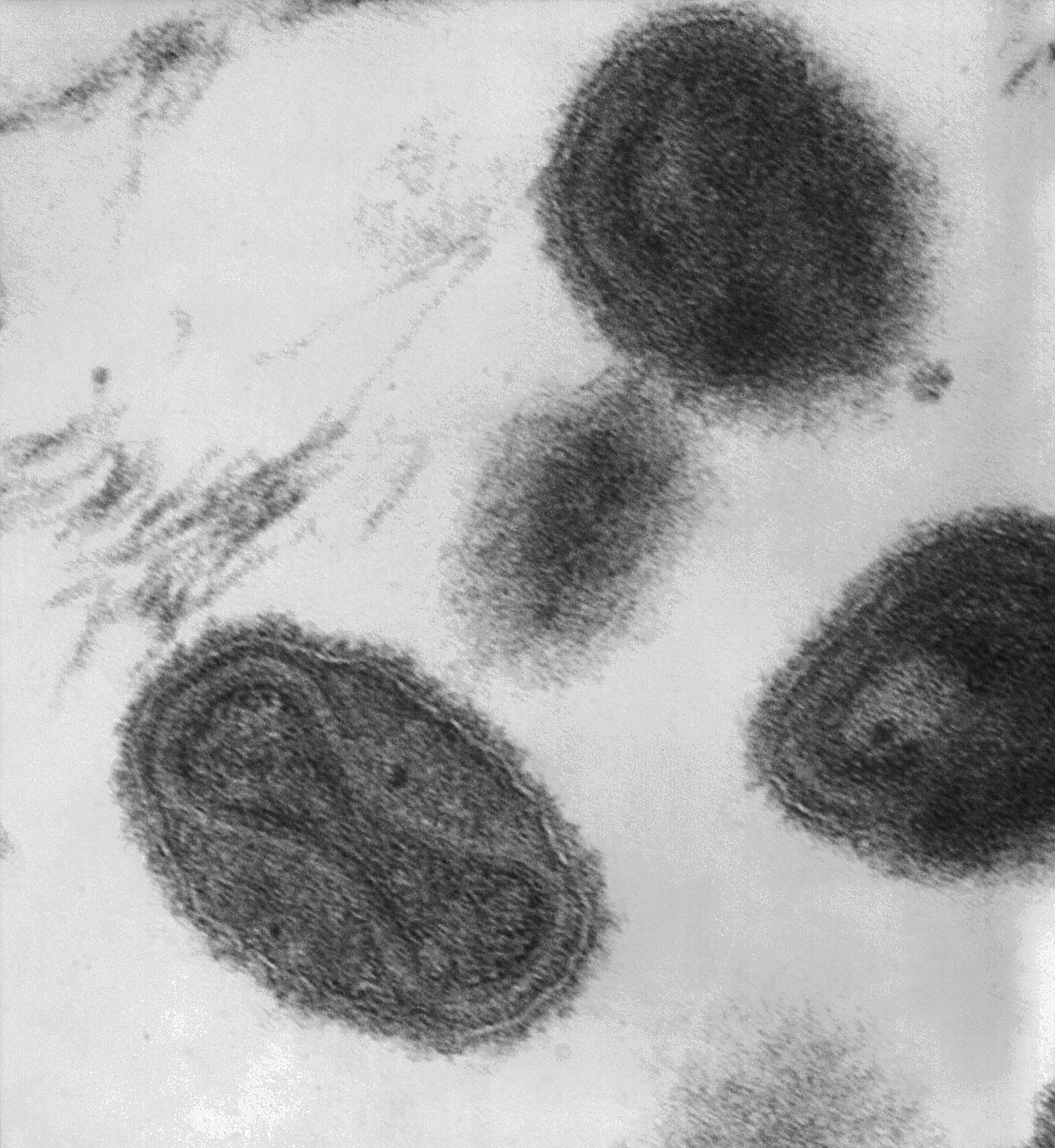
Virus del vaiolo al microscopio elettronico

Lo sforzo per eradicare il vaiolo dalle aree di endemia in Africa fu intrapreso a partire dal 1959, con una campagna di vaccinazione di massa. Questo tentativo però non portò a grossi risultati; uno sforzo maggiore e più sistemico fu profuso a partire dalla seconda metà degli anni Sessanta, quando si cominciò a tracciare tutti i contagiati delle varie epidemie vaiolose e ad attuare un'aggressiva vaccinazione di massa nelle aree interessate dai focolai. La maggioranza dei Paesi africani era libera dal vaiolo già nel 1972. Nel 1975 il vaiolo risultava eradicato in tutto il mondo, eccezion fatta per Somalia, Etiopia e Kenya. La popolazione nomadica dell'Ogaden presentava vaiolo endemico in una forma particolarmente lieve; ciò contribuiva al mantenimento della trasmissione del virus nella popolazione dell'area; dal 1975, gli sforzi dell'Organizzazione mondiale della sanità vennero concentrati proprio in questa regione. L'ultimo caso accertato di vaiolo in Etiopia risale all'agosto 1976, mentre l'ultima infezione documentata in Kenya risale al febbraio 1977.
In Somalia l'eliminazione del vaiolo risultò particolarmente difficile a causa del fatto che buona parte della popolazione (che all'epoca era di circa 3,5 milioni di abitanti) era nomadica. Una campagna di vaccinazione di massa nel Paese, messa in atto nel 1969, si rivelò scarsamente efficace a causa della resistenza di buona parte della popolazione e del conseguente rifiuto, per ragioni culturali, a ricevere il vaccino. L'obiettivo finale dell'eradicazione, quindi, iniziò a basarsi prevalentemente su un efficace sistema di notificazione e di rintracciamento dei contagi. Una grave siccità nel 1975 peggiorò la situazione, in quanto molte tribù nomadiche iniziarono a spostarsi verso l'Etiopia oltrepassandone il confine, causando così un aumento dei focolai nel corno d'Africa. Nel solo mese di marzo 1977, il sistema di sorveglianza registrò circa 3 000 casi nelle regioni meridionali della Somalia. Il governo somalo dichiarò di conseguenza lo stato di emergenza e successivamente chiese assistenza alle Nazioni Unite. Entro giugno di quell'anno, al momento di picco dell'epidemia, circa 3000 operatori sanitari (supervisionati da 23 consiglieri internazionali) si trovarono coinvolti nella campagna di eradicazione del vaiolo dalla regione. Il progetto di eradicazione fu messo in difficoltà dalla guerra dell'Ogaden, scoppiata nel luglio 1977, che rese pericoloso l'accesso alle aree desertiche del corno d'Africa.

## Ultimo caso di vaiolo al mondo
Ali Maow Maalin lavorava come cuoco presso un ospedale della città portuale di Merca, nel sud della Somalia; era inoltre, occasionalmente, coinvolto attivamente nelle campagne di vaccinazione antivaiolosa in Somalia organizzate dall'OMS. Non si vaccinò mai con il ciclo completo di iniezioni, nonostante ciò fosse obbligatorio per tutti i dipendenti ospedalieri. Secondo Jason Weisfeld, epidemiologo del CDC (Centers for Disease Control and Prevention) che prese parte alle ultime fasi della strategia di eradicazione vaiolosa in Somalia, Maow Maalin in realtà aveva ricevuto regolarmente le dosi di vaccino richieste, ma ciò non bastò a renderlo immune dal vaiolo; si ritrovò, così, suscettibile al contagio. Secondo altre fonti, però, Maow Maalin non si era affatto sottoposto alla vaccinazione antivaiolosa. In un'intervista del 2007, Maalin dichiarò ufficialmente di non essersi mai vaccinato, affermando: "Avevo paura di vaccinarmi; sembrava che la vaccinazione fosse dolorosa".
Nell'agosto 1977, un'epidemia di vaiolo scoppiò in un gruppo di nomadi somali di circa 20 famiglie; otto bambini svilupparono i sintomi dell'infezione tra agosto e ottobre. Il 12 ottobre di quell'anno, due bambini con sintomi di vaiolo vennero segnalati in un accampamento nel piccolo insediamento d'entroterra di Kurtunawarey, a circa 90 km da Merca. I due bambini vennero condotti a Merca, dove risiedeva un centro di isolamento dedicato ai pazienti vaiolosi. Maow Maalin, che all'epoca aveva 23 anni, condusse i due bambini a bordo di un Land Cruiser dall'ospedale dove lavorava al campo di isolamento; presumibilmente si infettò durante quel viaggio, pur essendo esso durato non più di 5-15 minuti. Uno dei due pazienti era una bambina di 6 anni, Habiba Nur Ali, che morì due giorni dopo essere entrata in contatto con Maow Maalin: si tratta dell'ultima persona al mondo a essere deceduta a causa di vaiolo acquisito mediante infezione naturale. L'epidemia presso il gruppo nomadico venne efficacemente arginata e terminò il 18 ottobre, tuttavia gli ispettori sanitari non riuscirono a identificare Maalin come contatto stretto di persone ufficialmente contagiate.
Il 22 ottobre, Maalin accusò febbre e cefalea; pensando che si trattasse di malaria, il personale ospedaliero gli somministrò farmaci antimalarici. Quattro giorni dopo, sulla sua cute apparve il rash cutaneo tipico del vaiolo. Poiché il personale ospedaliero probabilmente riteneva che Maalin fosse stato regolarmente vaccinato, si ritenne che fosse affetto da varicella e conseguentemente fu dimesso. Dopo pochi giorni, la sintomatologia iniziò a far deporre per un'infezione da vaiolo. Non volendo, però, essere messo in isolamento, Maalin evitò di autosegnalarsi come probabile paziente vaioloso. Il 30 ottobre, però, un collega infermiere segnalò Maalin, forse dietro una ricompensa di 200 scellini somali (che allora valevano circa 35 dollari), e Maalin venne condotto presso la struttura cittadina per l'isolamento. Ricevette successivamente la diagnosi di vaiolo causato dal ceppo Variola minor sulla base dell'esame obiettivo; questa ipotesi venne poi confermata da specifici test di laboratorio. Alcune fonti però retrodaterebbero la data della diagnosi al 26 ottobre Il decorso della malattia in Maalin fu esente da complicanze di rilievo, di conseguenza il paziente poté essere dimesso sul finire di novembre.
Donald Henderson, che diresse dal 1967 al 1976 la campagna di eradicazione del vaiolo indetta dall'OMS, descrisse il caso di Maalin come "un classico esempio di omissioni e di errori organizzativi e procedurali". Maalin, descritto dallo stesso Henderson come "un ragazzo popolare", era entrato in contatto stretto con molte persone durante la fase sintomatica della sua malattia, prima che venisse posto in isolamento. Mentre era ospedalizzato e febbricitante, Maalin aveva camminato liberamente per l'ospedale, interagendo con molti altri degenti che non avevano il vaiolo.

## Risposta sanitaria
Dopo la notificazione del contagio di Maalin, vennero subito applicate svariate misure di contenimento, coordinate da Jason Weisfeld e Karl Markvart, per prevenire l'esplosione di un'epidemia a Merca. Tutti i contatti di Maalin vennero tracciati dal team di eradicazione mandato dall'OMS. Vennero in totale identificati 161 contatti, dei quali 41 non erano vaccinati. 91 di questi individui avevano avuto contatti particolarmente stretti e prolungati con Maalin; tra di essi figuravano 12 persone non vaccinate. Alcuni contatti risiedevano anche a 120 km di distanza dalla città di Merca. Tutte queste persone vennero messe sotto osservazione per sei settimane, ma nessuna di loro mostrò sintomi riconducibili al vaiolo. L'ospedale di Merca venne chiuso ad eventuali nuovi ricoveri, tutto il personale sanitario che vi lavorava venne vaccinato con dosi di richiamo e i pazienti già ricoverati nella struttura vennero messi in quarantena presso l'ospedale stesso. I residenti delle 50 abitazioni situate nei pressi degli alloggi di Maalin vennero vaccinate; la campagna vaccinale si estese poi a tutti i residenti del quartiere di Merca in cui viveva Maalin. Vennero effettuati controlli casa per casa in tutta la città, allo scopo di rilevare eventuali altri contagiati. Vennero piazzati posti di blocco della polizia su tutte le strade che da Merca conducevano verso altri luoghi, al fine di controllare chi vi transitava e vaccinare eventuali persone non immunizzate da poco che avevano intenzione di spostarsi fuori dalla città. Nelle due settimane che seguirono all'isolamento di Maalin, furono vaccinate 54 777 persone in totale. La strategia preventiva allargò successivamente il raggio d'azione, con un controllo casa per casa della durata di un mese che coinvolse dapprima la regione di Merca e, in un secondo momento, la Somalia nella sua interezza; questa operazione venne portata a termine nel dicembre 1977.
Gli sforzi per il contenimento dell'eventuale epidemia si rivelarono efficaci, tanto che il 17 aprile 1978 un comunicato di un ufficio dell'OMS, situato a Nairobi, dichiarò: "Ricerca completata. Nessun caso individuato. Ali Maow Maalin è l'ultimo caso conosciuto al mondo di vaiolo". Nonostante nel Regno Unito, nel 1978, ci fu una nuova epidemia di vaiolo partita da un laboratorio virologico di Birmingham, quello di Maow Maalin resta l'ultimo caso al mondo di vaiolo contratto mediante infezione naturale. Il 26 ottobre 1979, esattamente due anni dopo la comparsa del rash cutaneo vaioloso in Maow Maalin, l'OMS dichiarò che il vaiolo era stato eradicato dal mondo.

## Attivismo
Ali Maow Maalin rimase sempre a vivere nell'area di Merca, dove svolse, da volontario, molte attività in ambito sanitario: nella metà degli anni Novanta distribuì medicinali in una cittadina nei pressi di Merca; Maalin fu inoltre uno dei 10 000 volontari della campagna di eradicazione della poliomielite dalla Somalia; questa operazione si concluse con successo nel 2008. Spiegò così la propria attitudine al volontariato in ambito sanitario: "La Somalia è stata l'ultimo Paese al mondo ad avere a che fare con il vaiolo; voglio aiutare ad assicurare che non si tratti dell'ultimo Paese a dover fare i conti anche con la polio". Per molti anni Maalin lavorò per l'OMS come coordinatore di iniziative locali, viaggiando spesso entro il territorio somalo per vaccinare bambini ed educare comunità, nomadiche e non, alla cultura della prevenzione e della vaccinazione contro le malattie infettive. Il Boston Globe descrisse Maalin come uno dei "più preziosi" collaboratori dell'OMS nell'area del corno d'Africa. Incoraggiò molte persone a vaccinarsi contro la poliomielite raccontando la propria esperienza con il vaiolo: "Ora, quando incontro genitori che si rifiutano di far somministrare il vaccino antipolio ai loro figli, racconto la mia storia. Gli spiego quanto sono importanti questi vaccini. Gli raccomando di non fare qualcosa di folle, come ho fatto io". Continuò a lavorare come coordinatore locale delle campagne vaccinali, durante le quali venne considerato, al pari di altri attivisti, "un vero eroe". Per via del ritorno del poliovirus in Somalia, con una conseguente nuova epidemia di poliomielite, nel 2013 Maalin tornò ad effettuare vaccinazioni di massa nel distretto di Merca; sviluppò però una febbre molto alta, causata dalla malaria; morì pochi giorni dopo, il 22 luglio.